# Bussières (Côte-d’Or)
Bussières ist eine französische Gemeinde mit 44 Einwohnern (Stand 1. Januar 2022) im Département Côte-d’Or in der Region Bourgogne-Franche-Comté (vor 2016 Bourgogne). Sie gehört zum Arrondissement Dijon und zum Kanton Is-sur-Tille. Einwohner der Gemeinde werden Buxériens genannt.

## Geographie
Bussières liegt etwa 40 Kilometer nördlich von Dijon auf dem Plateau von Langres. Umgeben wird Bussières von den Gemeinden Beneuvre im Norden, Grancey-le-Château-Neuvelle im Nordosten und Osten, Busserotte-et-Montenaille im Osten, Courlon im Osten und Südosten, Avot im Südosten und Süden sowie Fraignot-et-Vesvrotte im Südwesten und Westen.

## Bevölkerungsentwicklung
| Jahr                       | 1962 | 1968 | 1975 | 1982 | 1990 | 1999 | 2006 | 2013 | 2019 |
| Einwohner                  | 60   | 56   | 46   | 38   | 50   | 47   | 41   | 41   | 43   |
| Quellen: Cassini und INSEE |      |      |      |      |      |      |      |      |      |

## Sehenswürdigkeiten
- Geburts-Kirche (Église de la Nativité) aus dem 15. Jahrhundert
- Burg

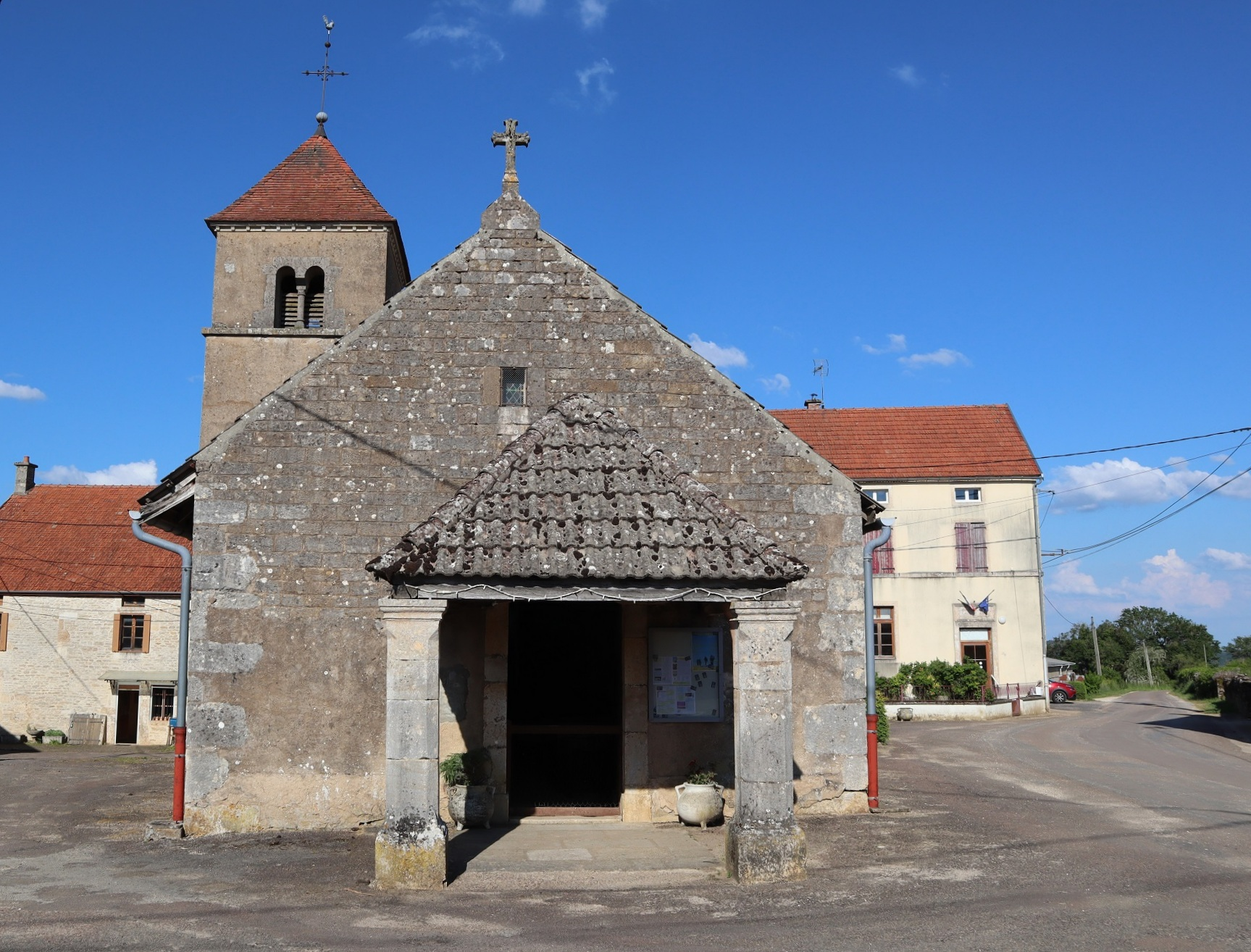
Geburts-Kirche
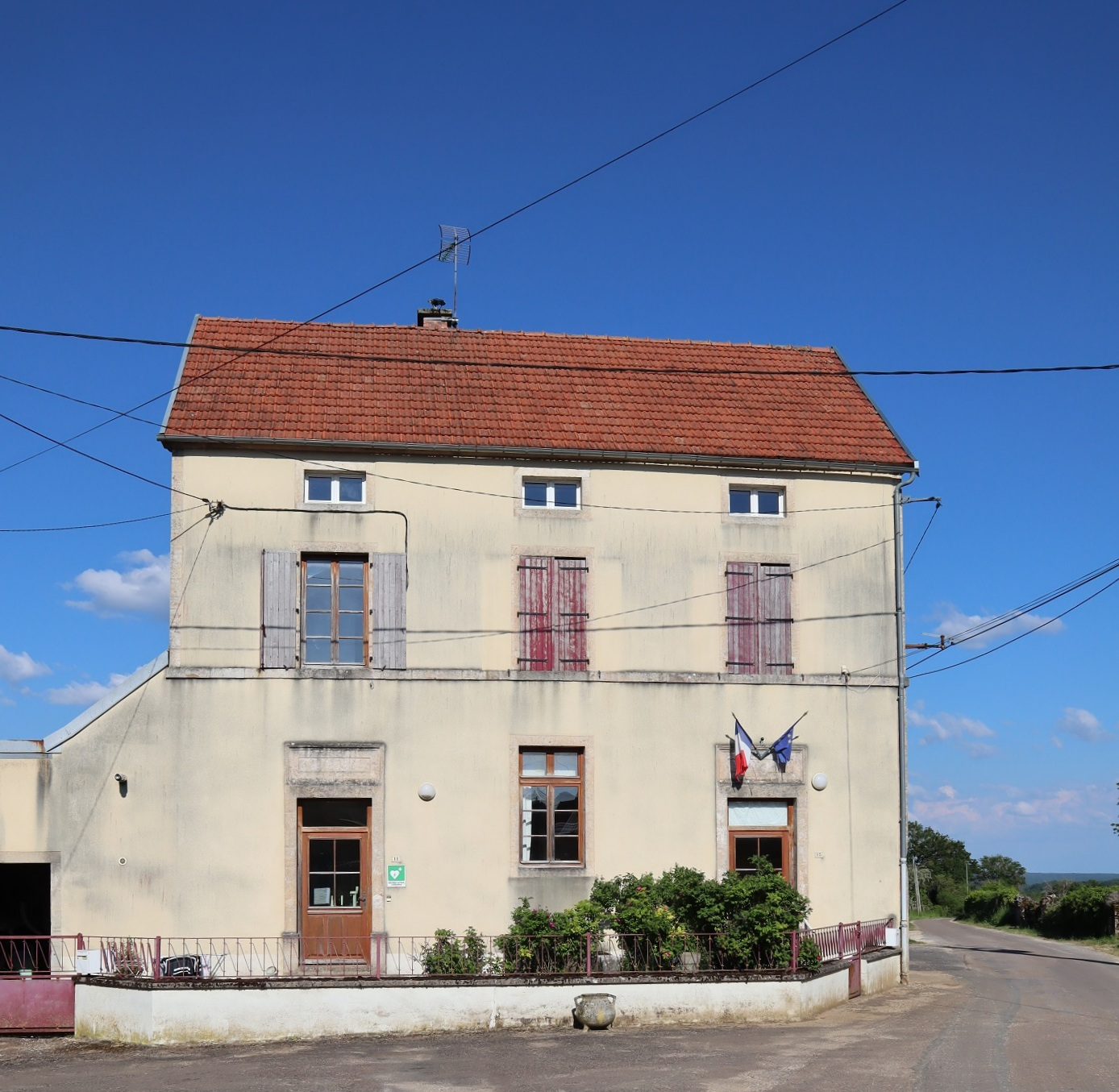
Rathaus Bussières
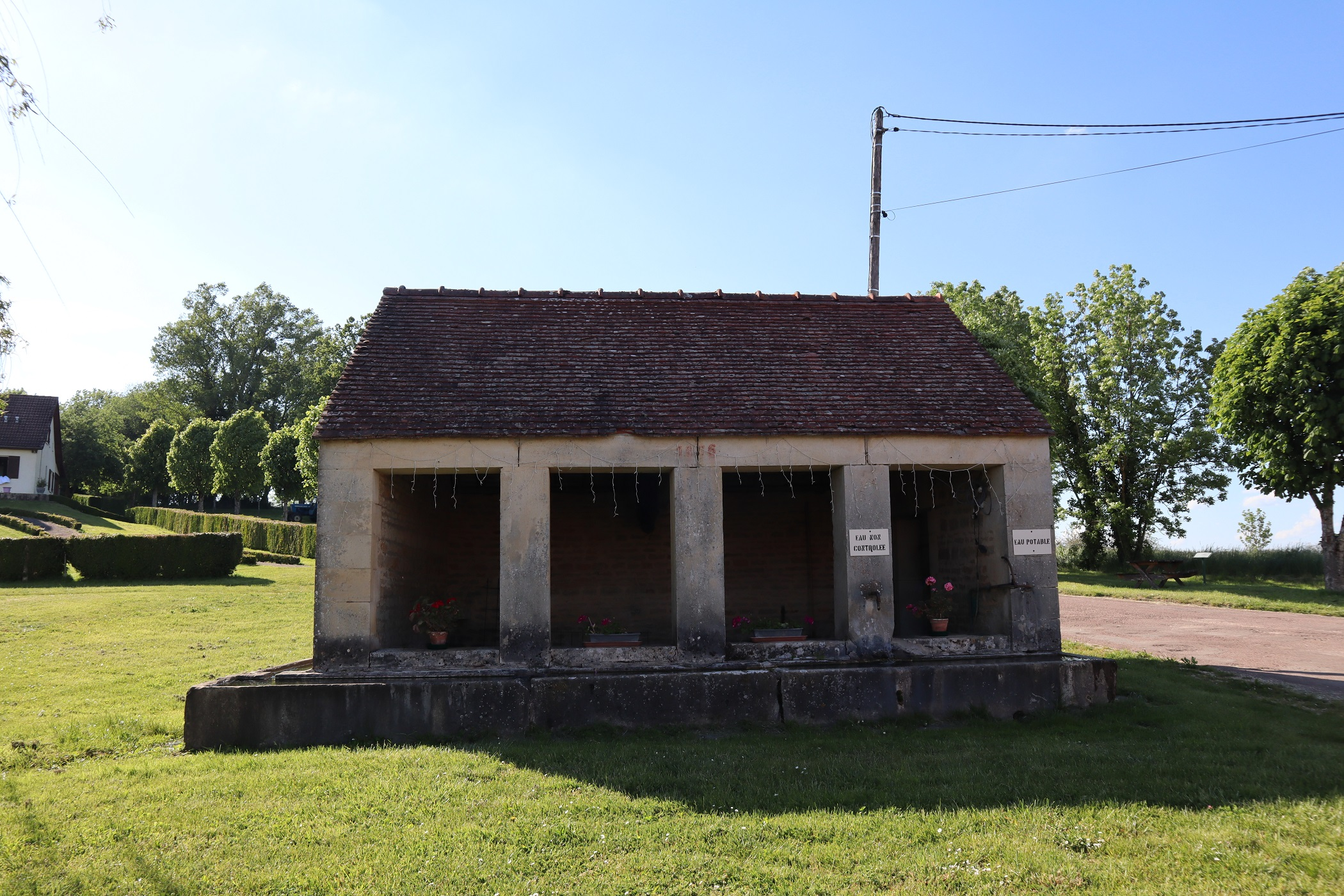
Ehemaliges Waschhaus